# Борисовский завод безалкогольных напитков
Борисовский завод безалкогольных напитков (бел. Барысаўскі завод безалкагольных напіткаў) — белорусское предприятие, располагавшееся в городе Борисове Минской области в 1944—2006 годах.

## История
Датой основания предприятия считается 1944 год. До 1986 года назывался Борисовский пивоваренный завод,
в 1975—1986 годах входил в Минское областное производственное объединение пивобезалкогольной промышленности «Минскпивпром» Министерства пищевой промышленности БССР. В 1986 году преобразован в завод безалкогольных напитков в составе Минского областного производственного объединения по производству безалкогольных напитков объединения «Криница». В 2000 (по другой информации, в 2001) году завод преобразован в Минское областное унитарное предприятие с тем же названием.
В 2005 году завод выпускал питьевые воды, сиропы, минеральные воды, квас, настои и экстракты, слабоалкогольные напитки, плодовые вина в стеклянной и ПЭТ-таре. В 2005 году действовали две линии — по розливу напитков и по розливу плодовых вин. У предприятия была собственная скважина минеральной воды глубиной 296 метров.
В 2006 году завод, длительное время являвшийся убыточным, был ликвидирован как самостоятельное юридическое лицо, а его имущество было передано Борисовскому консервному заводу.